# Burkhard Gladigow

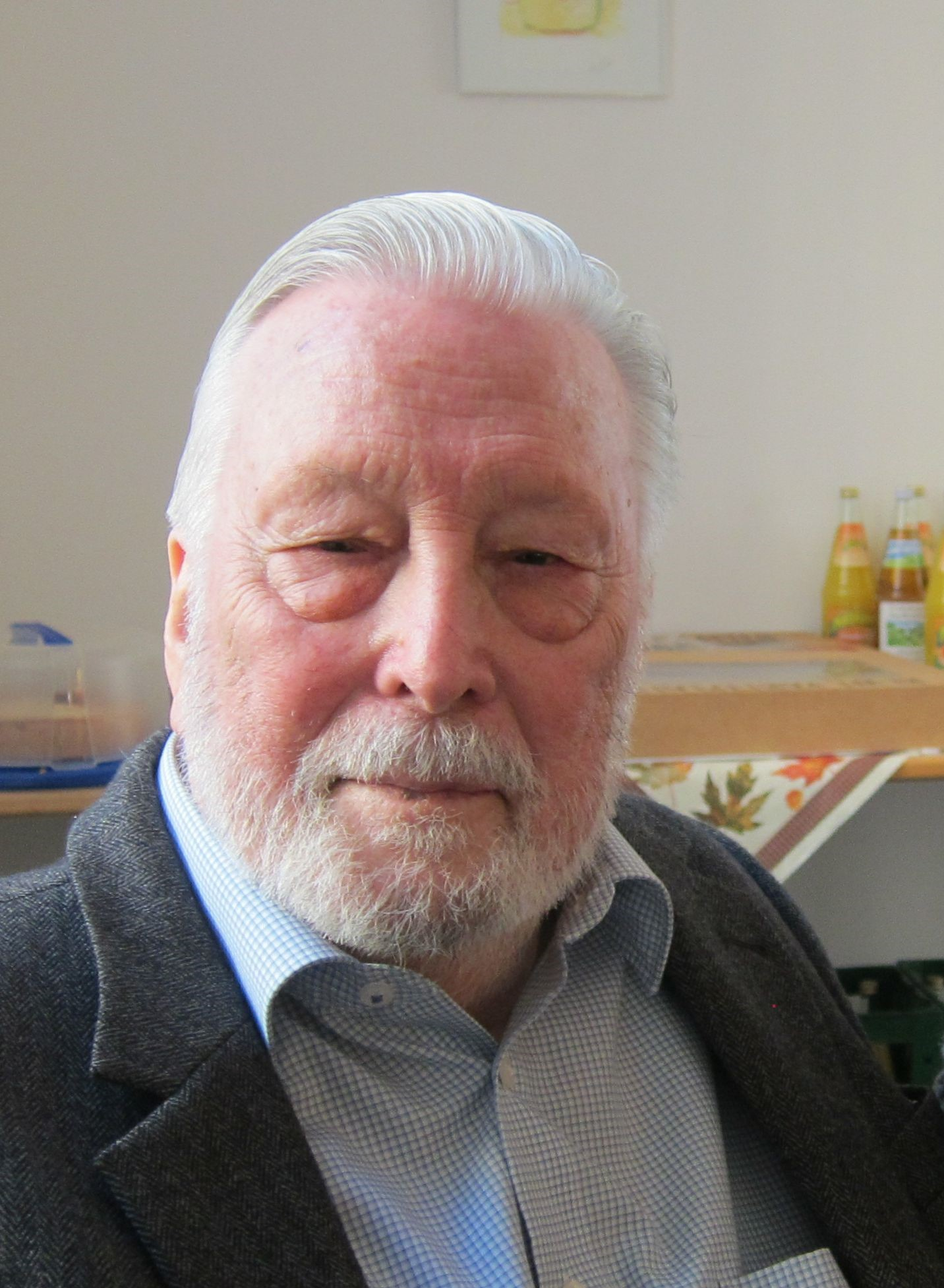
Burkhard Gladigow (2019)

Burkhard Gladigow (* 8. November 1939 in Berlin; † 16. Dezember 2022) war ein deutscher Religionswissenschaftler. Er war emeritierter Professor an der Universität Tübingen.

## Leben
Gladigow wurde als Sohn des Mittelschulrektors Ludwig Wilhelm Gladigow geboren. Nach seinem Abitur im Jahr 1957 am Grauen Kloster in Berlin studierte er an der FU Berlin Klassische Philologie, Philosophie und Religionswissenschaft. An der Universität Tübingen promovierte er im Jahr 1962 bei Hildebrecht Hommel mit Untersuchungen zur Frühgeschichte von Sophos und Sophiē zum Dr. phil. Im Jahr 1970 habilitierte er sich an der Universität Tübingen. Später wurde er Professor für Allgemeine Religionswissenschaft und Klassische Philologie an der Universität Tübingen. Im Jahr 1988 forderte er in einem Aufsatz den Abschied der Religionswissenschaft von der Kategorie des Heiligen. Zu seinen Schülern gehören Jörg Rüpke und Vasilios N. Makrides.

## Veröffentlichungen
- Sophia und Kosmos: Untersuchungen zur Frühgeschichte von sophos und sophie (= Spudasmata, Band 1), Georg Olms Verlag, Hildesheim 1965, OCLC 851180357, DNB 451554086, (Dissertation Universität Tübingen, Philosophische Fakultät, 29. November 1965, 155 Seiten, 8°, DNB 481327843),
- mit Karl Erich Grözinger, Hartmut Zinser (Hrsg.): Religion in der schulischen Bildung und Erziehung, LER – Ethik – Werte und Normen in einer pluralistischen Gesellschaft (= Religion, Kultur, Gesellschaft, Band 1). Berliner Wissenschafts-Verlag Arno Spitz, Berlin 1999, ISBN 3-8305-0038-6.
- Religionswissenschaft als Kulturwissenschaft, Kohlhammer, Stuttgart 2005 (Religionswissenschaft heute, Band 1), ISBN 978-3-17-018873-0.

## Festschrift
- Christoph Auffahrt u. a. (Hrsg.): Religion in der Kultur - Kultur in der Religion. Burkhard Gladigows Beitrag zum Paradigmenwechsel in der Religionswissenschaft. Tübingen University Press, Tübingen 2021